# 恐懼鬥室4
《奪魂鋸4》（英語：Saw IV）是一部2007年美國和加拿大合拍的恐怖電影，於2007年10月26日上映。電影是奪魂鋸系列的第四部作品，為2006年上映的《奪魂鋸3》的續集，繼續由前兩部作品的導演達倫·林恩·鮑斯曼執導，而這次劇情由馬庫斯·鄧斯坦和派屈克·麥爾頓合作編寫，更邀得溫子仁和雷·沃納爾回歸擔任執行監製。電影由托賓·貝爾、科斯塔斯·曼迪勒、史考特·帕特森、貝西·羅素和李瑞克·班特等演員主演，劇情方面雖然延續上一部，但電影後半部分的劇情和第三部發生時間是同時進行。
系列從這部開始主要講解自從拼圖殺人狂於上一部結尾死去後，所遺留的「遺產」引發的種種事端，同時會深度講解拼圖殺人狂的“悲慘過去”。電影上映後雖然獲得多數差評，但票房成績仍然取得大成功，1.39億美元的票房遠遠超過僅1000萬美元的預算，其續集和系列第五作《奪魂鋸5》於2008年10月24日上映。

## 劇情
一座陵墓中關著兩名男子崔佛和亞特，兩人都被鐵鏈項圈拴住並分別坐在各個牆角，崔佛的眼睛被縫住看不見，亞特則是嘴被縫住無法說話。因為兩者正中央的機關開始收緊，誰先拉得過對方則不會被勒死，亞特奮力將崔佛重擊頭部死亡之下贏得勝利，並得到鑰匙而解開項圈，最後用力撕開他嘴部的縫線。
警察SWAT隊長丹尼爾·瑞格陪同警探馬克·霍夫曼於一間地下室尋獲凱莉死去的遺體，急切想救人的瑞格不顧危險衝進去，被霍夫曼告誡不要再莽撞行事。兩名聯邦調查局探員彼得·史壯姆與琳賽·佩雷茲參與調查，他們均身為凱莉在聯調局中的聯絡人，史壯姆認為以約翰·克拉瑪或亞曼達·楊的體能都不可能將凱莉搬上機關，懷疑每次率先闖進現場的瑞格疑似身為想銷毀命案現場證據的“第三共犯”。接連失去同事導致焦慮不安的瑞格，勉強答應休假一段時間，但瑞格當晚於自家中被襲擊，醒來後發現他已經進入拼圖殺人狂的遊戲中。錄像內容規定他要在九十分鐘內通過各項考驗並抵達終點，以拯救當時被囚禁在蹺蹺板機關上的霍夫曼、以及失蹤六個月的艾瑞克·麥修斯；若艾瑞克腳下的冰塊融化、或是一旦腳離開冰塊則會被吊死，霍夫曼也會因失去平衡而觸及高壓電斃命。
瑞格在自家公寓安置的第一考驗救出受害者布蘭妲，但身為皮條客的布蘭妲因為一系列犯罪證據留在現場，生怕會坐牢而選擇恩將仇報，最後被瑞格推向鏡子撞死。瑞格趕往第二考驗所在的汽車旅館，得知店主埃文身為連環強姦犯，便脅迫將他自己束縛在一張事先安置好的束縛床機關上，考驗埃文是否會為了活命挖出自己的雙眼，但埃文最終未能及時完成而被機關大卸八塊。在第三考驗中，瑞格找到一對背靠背、身體被數根鋼刺刺穿身體的夫妻，身為他曾經偵辦過的虐童案當事人。妻子摩根搶先拔出刺，導致她的家暴丈夫雷克斯喪命；瑞格打開火警鈴叫警察後，前往他的最後考驗場所。
與此同時，史壯姆和佩雷茲開始審問約翰的前妻吉兒·塔克，一位收留戒毒人士的健康診所經營者。吉兒講述她剛認識約翰時，他還只是從事土木工程與房地產開發的工作，美好生活直到他們夫婦倆的兒子吉迪恩未出生前，吉兒於一晚下班時被她的一位病人西索·亞當斯打劫診所，並且在西索強行開門逃跑時撞擊肚子導致流產。失去兒子而承受精神重擊的約翰便與吉兒不歡而散，從此將自己封鎖在以兒子命名的肉類工廠中避開不見。約翰隨後被診斷出患有無法根治的腦癌，加上試圖自殺沒成功後，他決心開始懲罰所有不在乎生命的敗類，用他的第一個機關「菜刀凳」懲罰殺死毫無悔意的西索。而後，史壯姆和佩雷茲得知瑞格失蹤，開始調查他經過的所有遊戲現場，最後從沿路的三名受害者中，得知他們的共同點則是雇用同一名律師亞特·布蘭克。
之前從陵墓遊戲中死裡逃生的亞特，這次在瑞格的終點站中監督艾瑞克和霍夫曼，其因為身上被安裝隨時可能貫穿脊椎的鉗子機關而無從選擇。艾瑞克屢次想自尋短見，亞特奮力制止他，並交給艾瑞克一把左輪手槍對著門口。史壯姆和佩雷茲在勘驗學校遊戲現場時，一位鑑識人員誤觸一部弩箭機關而死，當佩雷茲發現一個拼圖殺人狂使用的比利木偶時，不慎中計而被木偶炸出的碎片重傷面部。佩雷茲就醫後，史壯姆因為搭檔生死未卜而陷入焦躁，在情緒暴怒的情況下審問吉兒，最後得知約翰藏身的肉廠位置。
瑞格率先抵達作為最終考驗場所的肉廠，亞特拿出一把時限歸零後能解放他們所有人的開關。瑞格於最後幾秒時刻到達終點，卻再次不顧危險沖進門中，其觸動門上機關而導致艾瑞克被掉下來的冰塊砸碎頭身亡；而艾瑞克死前開的一槍同時擊中瑞格。重傷不起的瑞格誤以為亞特是主謀而槍殺他，直到亞特死時播放的錄音，揭示瑞格的魯莽行為導致救援失敗。然而，原本同樣會隨之身亡的霍夫曼，自行鬆綁走到瑞格面前宣佈「遊戲結束」，揭示他才身為殺人狂的共謀，從頭到尾都在秘密協助約翰和亞曼達，最後將瑞格棄在原地赴死後離開。史壯姆走進肉廠搜查，走進手術室找到囚禁在裡面的傑夫·鄧倫，包含約翰、亞曼達以及琳恩的屍體，當時陷入崩潰的傑夫舉起手槍，被史壯姆基於自保槍殺。尾隨在後的霍夫曼將史壯姆反鎖在手術室內，隨後若無其事般的走出去迎接到來的警察。
警方掃清血流成河的肉廠，尋獲瑞格、艾瑞克、約翰、亞曼達等十多具屍體。身為「拼圖殺人狂」的約翰·克拉瑪確認死亡，遺體被送回警察局並由法醫進行解剖，在約翰的胃裡找到一個被蠟封住的錄音帶。霍夫曼前來獨自播放錄音內容，裡面是約翰對身為最後繼任者的霍夫曼表示的“遺言”，聲言他的事業與影響力並不會因為他的死而告終，因為「遊戲才剛剛開始」。

## 演員
| 演員                            | 角色                                         | 備註 |
| 托賓·貝爾 Tobin Bell            | 約翰·克拉瑪／拼圖殺人狂 John Kramer / Jigsaw | 腦癌末期患者，連環殺手「拼圖殺人狂」本人，曾經受過傷害的他，專門瞄準一系列不在乎生命的人們作為潛在目標。     |
| 科斯塔斯·曼迪勒 Costas Mandylor | 馬克·霍夫曼 Det. Mark Hoffman                | 負責偵辦拼圖殺人狂案件的資深警探，而他其實也是拼圖殺人狂的首位門徒，這次在瑞格遊戲中假扮受害者。             |
| 史考特·帕特森 Scott Patterson   | 彼得·史壯姆 Peter Strahm                     | 聯邦調查局特别探員，偵辦拼圖殺人狂的案件並執迷其中，為人孤僻、頑固、獨斷專行，手段有時不近人情。             |
| 貝西·羅素 Betsy Russell         | 吉兒·塔克 Jill Tuck                          | 約翰的前妻，也是他最心愛的人，經營一家為吸毒者治療的診所，與約翰已經離婚多年且一直被他拒絕見面。             |
| 萊瑞克·班特 Lyriq Bent          | 丹尼爾·瑞格 Lt. Daniel Rigg                  | 警察SWAT隊長，接連失去兩名警察同事，使他變得比以往更加焦慮，不顧一切地衝動行事，也因此作為這次遊戲主角。     |
| 雅典娜·卡卡尼斯 Athena Karkanis | 琳賽·佩雷茲 Lindsey Perez                    | 聯邦調查局女探員，史壯姆的多年搭檔，跟他一起偵辦拼圖殺人狂案件，作為凱莉的聯絡人。                           |
| 賈斯汀·路易斯 Justin Louis      | 亞特·布蘭克 Art Blank                        | 刑事辯護律師，約翰的前生意夥伴，長期幫助罪犯逃離法律製裁。身為本次遊戲的關鍵人物，而本人同樣參與遊戲。       |
| 唐尼·華伯格 Donnie Wahlberg     | 艾瑞克·麥修斯 Det. Eric Matthews             | 陷害亞曼達入獄的警探，逃出浴室後被亞曼達重傷，之後被人囚禁於地下長達半年後，被用在瑞格的遊戲中作為拯救對象。 |
| 薩蕾·波伊蘭 Sarain Boylan       | 布蘭妲 Brenda                                | 皮條客，前科累累、貪婪又無情，多年來欺騙眾多年輕女孩從事賣淫，作為瑞格遊戲的第一位受害者。                   |
| 馬蒂·亞當斯 Marty Adams         | 埃文·蘭茲納斯 Ivan Landsness                 | 汽車旅館店主，人面獸心的連環強姦犯，喜歡用束縛床，作為瑞格遊戲的第二位受害者。                               |
| 珍妮特·蘭德 Janet Land          | 摩根 Morgan                                  | 身心受創的主婦，長期陪女兒逆來順受、遭受丈夫虐待，陪丈夫作為瑞格遊戲的第三位受害者。                         |
| 羅恩·利亞 Ron Lea               | 雷克斯 Rex                                   | 摩根的丈夫，有虐待傾向的家暴犯，長期威脅妻女且括不知恥，跟瑞格曾經發生過一次衝突。                           |
| 詹姆斯·范·帕頓 James Van Patten | 亞當·赫夫納 Dr. Adam Heffner                 | 法醫，解剖過所有拼圖殺人狂遊戲死者的屍體，而這次解剖拼圖殺人狂本人的遺體。                                   |
| 比利·奧提斯 Billy Otis          | 西索·亞當斯 Cecil Adams                      | 一位坑蒙拐騙、屢教不改的癮君子，數年前打劫過程中造成吉兒流產，是約翰變成拼圖殺人狂的最大責任人。             |
| 肖妮·史密斯 Shawnee Smith       | 亞曼達·楊 Amanda Young                       | 約翰的門徒兼接班人，這次僅作為手術室中的屍體出現。                                                           |
| 安格斯·麥克菲恩 Angus Macfadyen | 傑夫·鄧倫 Jeff Denlon                        | 一位急切想為兒子復仇的男子，在遊戲最後殺死約翰，得知女兒同樣遭囚禁後精神崩潰，隨即被闖進來的史壯姆槍殺。     |
| 巴哈兒·舒米克 Bahar Soomekh     | 琳恩·鄧倫 Lynn Denlon                        | 傑夫的妻子，因為傑夫的衝動而被炸碎頭部致死，這次僅作為手術室中的屍體出現。                                   |
| 黛娜·米亞 Dina Meyer            | 愛莉森·凱莉 Det. Allison Kerry               | 兇殺組女警探，在亞曼達的機關中被殺，這次僅作為屍體出現。                                                     |

## 外部連結
- 奪魂鋸4中文官方網站 （页面存档备份，存于）
- 互联网电影数据库（IMDb）上《恐懼鬥室4》的资料（英文）
- 爛番茄上《恐懼鬥室4》的資料（英文）
- AllMovie上《恐懼鬥室4》的资料（英文）
- Box Office Mojo上《恐懼鬥室4》的資料（英文）
- Metacritic上《恐懼鬥室4》的資料（英文）

| 上一届： 惡夜30 | 2007年全美週末票房冠軍 10月26日 | 下一届： 美國黑幫 |